# Jutta Koether
Jutta Koether (* 19. April 1958 in Köln) ist eine deutsche Malerin, Performancekünstlerin, Musikerin, Hochschullehrerin, Schriftstellerin, Kritikerin und Theoretikerin, die in New York und Berlin arbeitet und lebt.

## Leben und Werk
Koether studierte von 1977 bis 1981 Kunstpädagogik an der Universität zu Köln. Sie leitete gemeinsam Seminare mit Isabelle Graw und Josephine Pryde an der Universität der Künste Berlin. Zudem ist Koether publizistisch tätig und war beispielsweise Redakteurin und ab 1985 Mitherausgeberin des Musik- und Popkultur-Magazins Spex. Koether ist Rezensentin und Mitarbeiterin zahlreicher Zeitschriften, zum Beispiel von Texte zur Kunst, FlashArt und ArtScribe. Ihre Dozententätigkeit beinhaltete unter anderem Lehraufträge an der Hochschule für bildende Künste, Hamburg, der School of Visual Arts und dem Bard College in New York, der Universität der Künste, Berlin und an der Cooper Union, New York. Im Jahr 2010 wurde sie Professorin für Malerei und Zeichnen an der Hochschule für bildende Künste in Hamburg und übernahm eine Klasse, die zuvor von Monika Baer geleitet worden war. Sie unterrichtete bis zum Jahr 2024 an der HFBK Hamburg. Koether lebte und arbeitete in Köln und seit den 1990er Jahren in New York.
Die Rolle Jutta Koethers wurde oftmals als feministische Antwort auf die Kölner Szene der späten achtziger Jahre interpretiert. Koethers Werk umfasst eine Vielzahl von Aktivitäten wie Malerei, Performance, Film und Musik; auch ihre politischen und publizistischen Aktivitäten werden von ihr als Teil ihrer künstlerischen Praxis betrachtet. In ihrer Lehre geht sie über naheliegende Unterrichtsstrukturen und Vermittlungsansätze hinaus und regt ihre Studenten dazu an, sich Lektüre und Fachliteratur neben Referaten auch durch Performances oder das Verfassen von Lyrik zu erschließen. In der Besprechung von studentischen Arbeitsergebnissen nutzt sie die von ihr so benannten Bard-Methode, mit der sie sich als Lehrende im Bard College vertraut gemacht hat: das Werk wird nur unter Angabe technischer Details präsentiert und die Diskussion darüber entwickelt sich dann über eine Viertelstunde hinweg aus der Klasse heraus, ohne dass der Dozent eingreift. Koether bezeichnet sich selbst als „painter, performer, participant“ und arbeitet oft in Gemeinschaftsprojekten mit anderen Künstlern, z. B. mit den Sonic-Youth-Musikern Kim Gordon und Thurston Moore sowie mit Steven Parrino und Ei Arakawa.

## Projekte und Ausstellungen (Auswahl)
- Galerie Buchholz (Köln 1996)
- Galerie Buchholz (Köln 1998)
- INIT-Kunsthalle (Berlin 1999)
- Pat Hearn Gallery (New York 1999)
- Galerie Buchholz (Köln 2000)
- Galerie Freund (Wien 2000)
- Swiss Institute (New York 2002)
- Galerie Buchholz (Köln 2002)
- Frankfurter Kunstverein (2003)
- P.S.1 (New York 2004)
- Galerie Meerrettich (Berlin 2004)
- Galerie Buchholz (Köln 2004)
- Simultanhalle (Köln 2005)
- Thomas Erben Gallery (New York 2005)
- Whitney Biennial (New York 2006)
- Reena Spaulings Fine Art (New York 2006)
- Kunsthalle Bern (Bern 2007)
- Galerie Francesca Pia (Zürich 2008)
- Galerie Buchholz (Köln 2008)
- Bergen Kunsthall (Bergen 2008)
- Susanne Vielmetter Los Angeles Projects (Los Angeles 2009)
- Galerie Buchholz (Berlin 2011)
- Museum of Modern Art (New York 2011)
- Moderna Museet (Stockholm 2011)
- Campoli Presti (Paris 2011)
- Bortolami (New York 2012)
- Whitney Biennial (New York 2012)
- Saatchi Gallery (London 2012)
- Dundee Contemporary Arts (Dundee 2013)
- Tate Modern (London 2013)
- Galerie Buchholz (Berlin 2016)
- Museum Brandhorst (München 2018)
- MuDam (Luxemburg 2019)

## Publikationen (Auswahl)
- Jutta Koether: f. Graz: Galerie Bleich-Rossi, 1987[3]
- Jutta Koether, Hrsg. mit Sabine Breitwieser: Massen. Wien 1991
- Jutta Koether: Kairos. Texte zu Kunst und Musik, Berlin/Amsterdam 1996
- Jutta Koether: Walk-in-Collage. Ein Gang durch New Yorker Ausstellungen. In: Texte zur Kunst, Heft Nr. 46/Juni 2002 "Appropriation Now!"
- Jutta Koether: Holistisches High. In: Kai Althoff, Gebärden und Ausdruck, Frankfurt/M. 2002, S. 25–35.
- Jutta Koether: Ausleben. Jutta Koether besucht Bernadette Corporation. In: Texte zur Kunst, Heft Nr. 49/März 2003 „Atelier“
- Jutta Koether: Alles in Allem / Ein Interview Mit Karl Lagerfeld von Jutta Koether. In: Texte zur Kunst, Heft Nr. 56/Dezember 2004 „Mode“
- Jutta Koether, Hrsg. Susanne Cotter, Achim Hochdörfer, Tonio Kröner: Tour de Madame, Ausstellungskatalog Museum Brandhorst / Mudam Luxembourg, Verlag: Walther König (30. Juni 2018)